# Volost
Vólost (rusko во́лость, vólost) je bila tradicionalna upravna podenota v Vzhodni Evropi.
V zgodnji vzhodnoslovanski zgodovini je bila volost ozemlje, na katerem je vladal knez, se pravi kneževina. Knez je lahko bil absoluten vladar ali pa je imel samo toliko avtonomije, kot mu jo je podelil veliki knez. Od konca 14. stoletja je bila volost upravna enota v Veliki litovski kneževini, Poljski, Moskovski veliki kneževini ter na ozemlju sedanje Latvije in Ukrajine.  Približno od 16. stoletja je bila del pokrajinskih okrajev, imenovanih ujezd. Vsak ujezd je imel več volosti, podrejenih glavnemu mestu ujezda. 
Po ukinitvi tlačanstva leta 1861 je volost postala enota lokalne kmečke samouprave. V volost je bilo združenih več  mirs. Imela je svojo skupščino, sestavljeno iz izvoljenih delegatov mirs. Skupščina je izvolila svojega starešino (staršina) in sodišče (volostnoj sud). Samoupravo mirs in volosti so nadzirali policijski komisarji (stanovoi) in tako imenovani "okrožni odbori za zadeve kmetov".
Volosti so bile ukinjene s sovjetskimu upravnimi reformami v obdobju 1923-1929. Približen ekvivalent za volosti in ujezde so sedanji rajoni.

## Uprava
Volost je upravljala volostna uprava (волостное правление, volostnoje pravlenije), sestavljena iz izvoljenega načelnika volosti (volostnoj staršina), starost vasi in drugih uradnikov, ki jih je izvolil Zbor volosti (волостной сход, volostnoj shod).
Sodišče volosti je izvolil Zbor volosti. Obravnavalo je lahko manjše upravne spore in kriminalna dejanja. Izrekalo je lahko telesne, denarne ali krajše zaporna kazni.

## Ruska federacija
V sodobni Rusiji ima izraz volost različne pomene. Volosti kot upravne enote so še vedno v rabi v Kareliji, kjer imajo enak status kot rajoni, in Leningrajski, Pskovski, Samarski in Tulski oblasti, kjer so podenote rajonov in imajo enak status kot selsoveti v drugih ruskih zveznih enotah.